# Serednie
Serednie (en ucraniano: Середнє) es un pueblo ucraniano perteneciente al óblast de Transcarpacia. Situado en el oeste del país, forma parte del raión de Úzhgorod y centro del municipio (hromada) homónimo.

## Toponimia
El lugar también se conoce con un nombre similar en otros idiomas de importancia local (en húngaro: Szerednye; en ruso: Среднее; en eslovaco: Seredné). 

## Geografía
Serednie se encuentra a orillas del río Viela, 20 km al sureste de Úzhgorod y a esa misma distancia de Mukáchevo.

## Historia
La localidad fue mencionada por primera vez en el siglo XIV como villa, donde se hallan los restos de un castillo románico datado en el siglo XII por arqueólogos. De acuerdo con las fuentes, este fue levantado por caballeros templarios, más tarde pasó a ser propiedad de los paulistas y luego de los Drugeth.El asentamiento es un famoso centro vitivinícola, mencionado en un certificado ya en 1417. Sin embargo, el levantamiento campesino de Dózsa de 1514 detuvo el desarrollo de Szerednye. El lugar fue adquirido por la familia Dobó en 1526 y también propiedad de István Dobó, el héroe de Eger que derrotó a los turcos, que murió aquí en 1572. Después de los Dobó perteneció a los Rákóczi y luego lo adquirió la familia Forgách.
En 1910, la población era de 1.867 habitantes (881 eran húngaros, 642 eran rutenos, 193 eran alemanes y 134, eslovacos) y era parte del condado de Ung. En 1918 Serednie se incorporó a la entonces recientemente establecida Checoslovaquia. Durante la Primera República checoslovaca había un notario municipal, una comisaría de policía y una oficina de correos.
En 1944, cerca del final de Segunda Guerra Mundial, Serednie termina perteneciendo a la RSS de Ucrania, entonces parte de la URSS, como parte de la Rutenia subcarpática. En 1971 recibió el asentamiento de tipo urbano.
En 2023, la localidad perdió el estatus de asentamiento de tipo urbano debido a la eliminación de este estatus administrativo.

## Demografía
La evolución de la población de Serednie entre 1910 y 2022 fue la siguiente:
| 1867                                                          | 2279 | 3505 | 3853 | 4258 | 4361 |
| (Fuente: Cities & Towns of Ukraine y UKRAINE: Größere Städte) |      |      |      |      |      |

Según el censo de 2001, la lengua materna de la mayoría de los habitantes, el 81,11%, es el ucraniano; del 13,55% es el romaní; del 3,17%, el eslovaco; y el ruso es del 1%.

## Infraestructura

### Arquitectura, monumentos y lugares de interés
En Serednie, son especialmente conocidas las ruinas del castillo de Serednie y una iglesia del siglo XV, que fue reconstruida hasta su aspecto actual en el siglo XIX.

### Transporte
Por Serednie pasaba la línea ferroviaria Úzhgorod-Antalovtsi.

## Galería

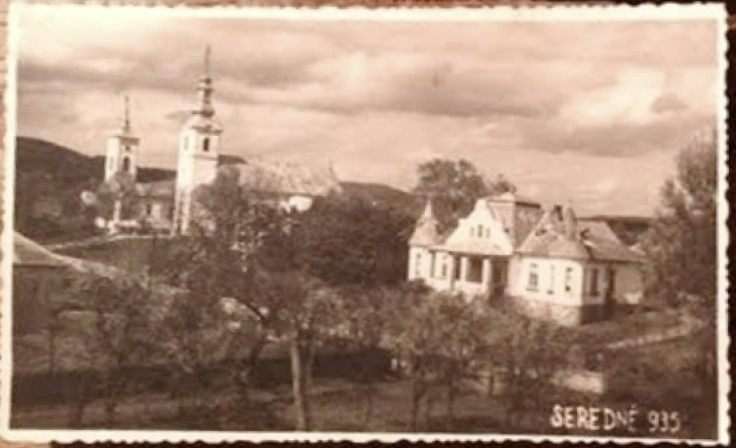
Serednie en 1935
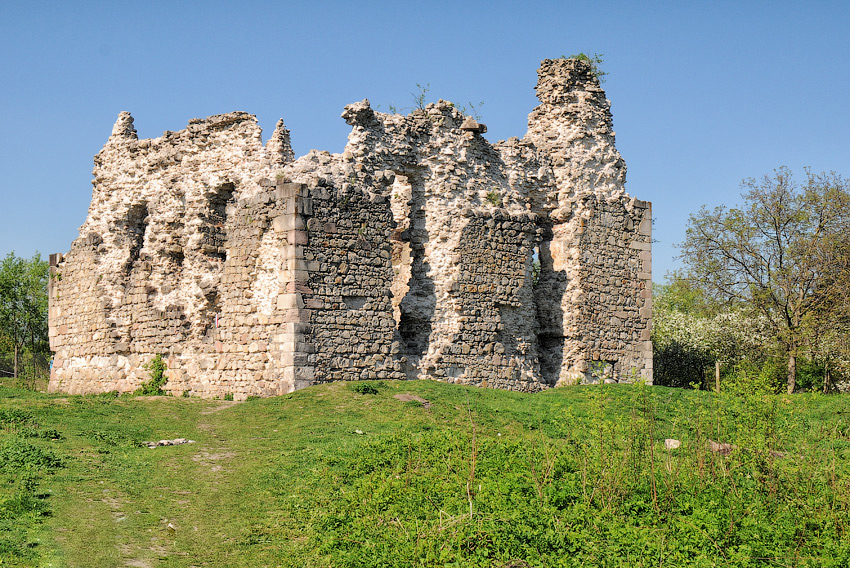
Ruinas del castillo de Serednie
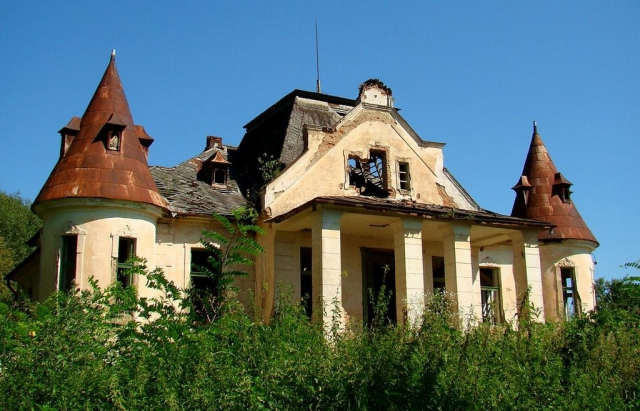
Ruinas del palacio del barón Gilanyi